# Gotham Independent Film Awards 2003
La 13ª edizione dei Gotham Independent Film Awards si è svolta il 22 settembre 2003 a New York ed è stata presentata da Michael Ian Black.

## Vincitori e candidati
I vincitori sono indicati in grassetto, a seguire gli altri candidati.

### Miglior interprete emergente
- Lee Pace - Soldier's Girl
- Bobby Cannavale - Station Agent (The Station Agent)
- Jesse Eisenberg - Roger Dodger
- Judy Marte - Raising Victor Vargas
- Victor Rasuk - Raising Victor Vargas
- Paul Schneider - All the Real Girls

### Miglior regista emergente
- Shari Springer Berman e Robert Pulcini - American Splendor
- Alfredo De Villa - Washington Heights
- Peter Hedges - Schegge di April (Pieces of April)
- Dylan Kidd - Roger Dodger
- Tom McCarthy - Station Agent (The Station Agent)
- Peter Sollett - Raising Victor Vargas

### Premio alla carriera
- Steve Buscemi
- Glenn Close
- David Linde
- Edward R. Pressman